# Плави животи су важни
Плави животи су важни или Животи полицајаца су важни (енгл. Blue Lives Matter, Police Lives Matter) је контрапокрет у Сједињеним Државама који има за циљ да покаже солидарност са полицијом. Покрет се појавио 2014. године у директној супротности са покретом Црни животи су важни и постао је популаран након убистава њујоршких полицајаца Рафаела Рамоса и Вењиана Лиуа у Бруклину, Њујорк. Присталице покрета „Плави животи су важни” позивају да се злочини почињени над полицајцима класификују као злочини из мржње.
Критичари су рекли да иако је бити црнац инхерентна карактеристика, бити полицајац је избор и да се полицајци поштују у већини заједница. Додаје се да напад или убиство полицајца већ носи већу казну него напад на полицајца у већини других држава.

## Историја
Дана 20. децембра 2014. године, након убистава полицајаца Рафаела Рамоса и Вењиана Лиуа, група њујоршких полицајаца формирала је покрет Blue Lives Matter да би се супротставила медијским извештајима које су сматрали антиполицијским. Покрет „Плави животи су важни” сачињавају активни и пензионисани полицајци. Тренутни национални портпарол Blue Lives Matter је пензионисани поручник Метрополитанске полиције Лас Вегаса Ренди Сатон.
У септембру 2015. године, преко 100 полицајаца Лос Анђелеса учествовало је на скупу Плави животи су важни у Холивуду како би „показали подршку одељењу у време када су [...] убиства полицајаца из заседе у другим градовима оставила власти широм нација се осећа под опсадом.“

## Законодавство

### Луизијана
Покрет Плави животи су важни довео је до увођења строжијег државног закона у Луизијани (ХБ953) према којем је напад на полицајце, ватрогасце и особље хитне медицинске помоћи проглашено злочином из мржње. Закон Луизијане, усвојен у мају 2016. године, означава злочином из мржње пуцање на полицајаца или ватрогасаца. Закон, чији је аутор државни представник Ленс Харис, потписао је гувернер Џон Бел Едвардс. Закон дозвољава да кривична дела злочина из мржње носе додатних 5.000 долара новчане казне или пет година затвора, док кривична дела почињена из мржње носе додатних 500 долара или шест месеци затвора.
Америчка унија за грађанске слободе (АКЛУ) и други, укључујући присталице пооштрених казни за злочине против полицајаца, противили су се закону. Закон је такође критикован због слабљења утицаја Закона о злочинима из мржње додавањем категорија људи који су већ боље заштићени према другим законима и које карактерише њихов избор каријере уместо људи прогањаних због доживотних личних карактеристика које не могу да изаберу као што су раса, пол оријентација, и родни идентитет. То што се број полицијских смртних случајева свеукупно смањује, такође је навело неке да доводе у питање потребу за таквим законима.

## Критицизам
Критичари покрета Плави животи су важни наводе да нечији посао нема дубоки идентитетски значај и извор солидарности као што може расни идентитет, и да су црначки идентитет и историја стално под претњом брисања, док се полицајци не суочавају са овом претњом.  Други извор критике је уверење да се Афроамериканци у урбаним срединама неправедно сумњиче да су лопови и пљачкаши, док су полицајци обично поштовани и цењени у заједницама. Неки наводе да присталице Плави животи су важни намерно или ненамерно подржавају систем дискриминаторне полиције и расног профилисања.
Неки критичари закона Плави животи су важни наводе да су закони сувишни јер би напад или убиство полицајца већ резултирало оштријом казном од напада на полицајца и оног који није полицајац.
Други, као што је шеф полиције Ст. Мартинвилле, Калдер Хеберт, кажу да ће ови закони учинити отпор хапшењу злочином из мржње што је изазвало критике јер су злочини из мржње злочини у којима су жртве мета због карактеристика заснованих на идентитету, као што су раса, сексуална оријентација, или пол. Према подацима ФБИ, насиље над полицајцима, као и криминал уопште, смањен је без ових закона, доводећи у питање њихову неопходност.
Френк Руди Купер, стручњак за интерсекционалност идентитета и полиције, написао је да је покрет Плави животи важни у суштини продужетак плавог зида ћутања и најновија манифестација отпора полиције према критици.
Након напада на Капитол Сједињених Држава 2021. многи су назвали Плави животи су важни лицемерним јер су многи у мафији показивали подршку за покрет, али су напали полицајце Капитола. Хари Дан, афроамерички полицајац Капитола, описао је да су га тукли заставом Плави животи су важни. Ово је навело неке да тврде да је покрет Плави животи су важни више о потискивању мањина него о подршци спровођењу закона.